# David Downing (acteur)
Pour les articles homonymes, voir Downing et David Downing.
David Downing est un acteur américain né le 21 juillet 1943 à New York, État de New York (États-Unis).

## Filmographie
- 1969 : Putney Swope (en) de Robert Downey Sr.
- 1971 : Been Down So Long It Looks Like Up to Me (en) : Heff
- 1972 : Up the Sandbox : John, Black Militant
- 1973 : Gordon's War (en) d'Ossie Davis : Otis Russell
- 1977 : La Petite Maison dans la prairie (The House on the Prairie) (Série TV) saison 3, épisode 18 (La sagesse de Salomon (The Wisdom Of Solomon) ) : Jackson Henry
- 1978 : Ziegfeld: The Man and His Women (en) (TV) : Bert Williams
- 1979 : Backstairs at the White House (feuilleton TV) : Butler Dixon
- 1980 : Loose Shoes : 'Dark Town' Singer
- 1982 : A Piano for Mrs. Cimino (TV) : M.. Harris
- 1983 : A Rose for Emily (TV) : Tobe
- 1989 : Listen to Me : Officer of the Court
- 1990 : Extreme Close-Up (TV) : Psychiatrist
- 1991 : Détective Philippe Lovecraft (Cast a Deadly Spell) (TV) : Thadius Pilgrim
- 2006 : Circus Camp : Jamacia Joe